# Force K
Force K (in italiano "Forza K") è stata la denominazione che la Royal Navy diede a tre task force costituite in periodi diversi della seconda guerra mondiale. La prima Forza K operò nell'Atlantico meridionale da basi dell'Africa occidentale nel 1939 mentre le altre due operarono in Mediterraneo dalla base britannica di Malta tra il 1941 e il 1943.

## Prima Forza K
Questa prima task force aveva base a Freetown in Sierra Leone, e consisteva dell'incrociatore da battaglia Renown, della portaerei Ark Royal e dei quattro cacciatorpediniere Hardy, Hostile, Hereward e Hasty. La sua missione era quella di rintracciare e distruggere le navi corsare tedesche nell'Atlantico del sud, in particolare la corazzata tascabile Admiral Graf Spee. Dopo la battaglia del Rio della Plata nel dicembre 1939, la Forza K venne inviata sulla costa dell'Uruguay per impedire qualsiasi altra sortita da parte della Graf Spee rifugiatasi in Montevideo dopo l'inseguimento britannico.
Dopo l'autoaffondamento della Graf Spee la Forza K fu disciolta e l'ammiraglia Ark Royal ebbe l'incarico di scortare l'incrociatore Exeter (danneggiato nella battaglia con la Graf Spee) in Gran Bretagna.

### Affondamenti
- Corazzata tascabile Admiral Graf Spee, autaffondata il 17 dicembre 1939 al largo di Montevideo dove si era rifugiata in seguito alla battaglia del Rio della Plata (la forza non prese parte alla battaglia, ma il comandante Hans Langsdorff molto probabilmente autoaffondò la Spee perché convinto di doverla affrontare con esito scontato)

## Seconda Forza K
La successiva Forza K fu creata il 21 ottobre 1941, utilizzando gli incrociatori leggeri HMS Aurora e HMS Penelope e i cacciatorpediniere HMS Lance e HMS Lively (classe L).
Essa fu dislocata nella base navale britannica di Malta per attaccare i convogli che trasportavano i rifornimenti alle forze dell'Asse in Nordafrica, perché, sebbene i sottomarini e gli aerei alleati avessero riportato diversi successi contro di essi, la maggior parte delle loro unità riusciva a portare il carico a destinazione.
Tra l'8 e il 9 novembre 1941, la Forza K mise a segno un successo contro forze considerevolmente superiori nella battaglia del convoglio Duisburg costringendo l'alto comando italiano a considerare Tripoli praticamente "sotto blocco". Subito dopo, il 28 novembre, essa venne rafforzata con gli incrociatori Ajax e Neptune ed i cacciatorpediniere Kingston e Kimberley (classe K). La Forza K fu così efficace che nel mese di novembre 1941 i trasporti dell'Asse persero il 60% dei mezzi. Tuttavia il 19 dicembre, le navi della task force si imbatterono in un campo minato mentre inseguivano un convoglio italiano. Le mine affondarono il  Neptune e danneggiarono l'Aurora. Il cacciatorpediniere Kandahar fu a sua volta vittima di una mina durante il tentativo di assistere il Neptune e dovette essere affondato il giorno successivo dal cacciatorpediniere HMS Jaguar. L'affondamento del Neptune avvenne alle coordinate approssimative di 33º15'N, 13º30 ' E, circa 48 km a nord-est di Tripoli, e comportò pesanti perdite umane (praticamente tutto il numeroso equipaggio, di circa 760 uomini), il Kandahar invece affondò molto più a nord, con perdite contenute.
In seguito a questo episodio, e alla ripresa del bombardamento aereo di Malta, le navi di superficie rimanenti vennero ritirate, tranne il Penelope  in quanto troppo danneggiato per rimettersi in mare. Mentre era ormeggiata in porto la nave fu oggetto di frequenti attacchi aerei che le valsero il soprannome di "HMS Pepperpot" (zuppa di trippa), ma poté salpare l'8 aprile 1942 concludendo con ciò lo schieramento della seconda Forza K.

### Composizione
- 4 incrociatori leggeri: HMS Aurora (nave ammiraglia), HMS Penelope (composizione iniziale), HMS Ajax e HMS Neptune
- 4 cacciatorpediniere: HMS Lance, HMS Lively (composizione iniziale), HMS Kingston e HMS Kimberley.

### Affondamenti
- Cacciatorpediniere Fulmine affondato in combattimento il 9 novembre 1941.
- Piroscafi Duisburg (7.389 tsl), Sagitta (5.153 tsl) e San Marco (3.113 tsl) affondati in combattimento il 9 novembre 1941.
- Motonavi Maria (6.339 tsl) e Rina Corrado (5.180 tsl) affondati in combattimento il 9 novembre 1941.
- Petroliere Minatitlan (7.599 tsl) e Conte di Misurata (5.014 tsl) affondati in combattimento il 9 novembre 1941.
- Cacciatorpediniere Alvise da Mosto affondato in combattimento il 1º dicembre 1941.
- Incrociatore ausiliario Adriatico affondato in combattimento il 1º dicembre 1941.
- Petroliera Iridio Mantovani affondata in combattimento (dopo essere stata incendiata da aerosiluranti) il 1º dicembre 1941.

## Terza Forza K
La Forza K fu ristabilita nel novembre del 1942, dopo che Malta fu rifornita con successo da un convoglio a seguito dell'operazione Stone Age (20 novembre). A essa vennero aggregati gli incrociatori HMS Dido e HMS Euryalus e la XIV flottiglia di cacciatorpediniere distaccata dal convoglio stone age.